# Miquel Curet i Roure
Miquel Curet i Roure va ser un mestre d'obres català sobretot actiu durant la dècada de 1880, obtingué el títol l'any 1871. L'any 1878 l'Ajuntament de Terrassa li encarregar un estudi per la planificació i ordenació de l'antiga trama urbana de la ciutat de Terrassa. l 27 de juny de 1878 va presentar aquest estudi dividint la ciutat en tres districtes, 80 carrers i 7 places. Miquel Curet en el seu Pla d'Ordenació Urbanística projectava el cobriment de la riera del Palau traçant una hipotètica ampliació de carrers quadriculats al que va anomenar "l'eixampla de Terrassa". Finalment, encara que els carrers no seguiren l'alienació prevista es va respectar el traçat de quadrícula implantat en l'anomenat en aquella època, "barri de la riera". El 10 d'octubre del mateix any va ser substituït com a arquitecte municipal per Joan Baptista Feu i Puig, tot i que l'any 1882 Curet va tornar a ser l'arquitecte oficial provisionalment, només fins al gener del 1885 quan Curet traslladà a viure a Barcelona.
Miquel Curet va construir una casa (enrunada l'any 1977) al carrer de la Rasa de Terrassa, on ell vivia, en estil neoàrab que en aquella època no era infreqüent, per exemple en les torres d'aigua (també anomenats plomers) com el de l'Hospital, al Passeig, projectada per Lluís Muncunill (1919) o, fins i tot, en el magatzem Corcoy de la plaça Jacint Verdaguer.
L'antiga casa Marià Ros (1873-74) d'estil classicista, també és obra de Miquel Curet.